# Руперт (Вермонт)
Руперт (англ. Rupert) — місто (англ. town) в США, в окрузі Беннінґтон штату Вермонт. Населення — 698 осіб (2020).

## Демографія
Згідно з переписом 2010 року, у місті мешкало 714 осіб у 309 домогосподарствах у складі 217 родин. Було 482 помешкання
Расовий склад населення:
| - 96,9 % — білих - 0,4 % — корінних американців - 0,3 % — чорних або афроамериканців - 0,1 % — азіатів |

До двох чи більше рас належало 1,7 %. Частка іспаномовних становила 1,5 % від усіх жителів.
За віковим діапазоном населення розподілялося таким чином: 17,8 % — особи молодші 18 років, 57,7 % — особи у віці 18—64 років, 24,5 % — особи у віці 65 років та старші. Медіана віку мешканця становила 48,5 року. На 100 осіб жіночої статі у місті припадало 107,0 чоловіків;  на 100 жінок у віці від 18 років та старших — 105,2 чоловіків також старших 18 років.
Середній дохід на одне домашнє господарство  становив 69 741 долар США (медіана — 55 156), а середній дохід на одну сім'ю — 79 097 доларів (медіана — 62 917). Медіана доходів становила 48 229 доларів для чоловіків та 43 036 доларів для жінок. За межею бідності перебувало 4,3 % осіб, у тому числі 0,0 % дітей у віці до 18 років та 8,3 % осіб у віці 65 років та старших.
Цивільне працевлаштоване населення становило 357 осіб. Основні галузі зайнятості: освіта, охорона здоров'я та соціальна допомога — 16,5 %, сільське господарство, лісництво, риболовля — 15,1 %, науковці, спеціалісти, менеджери — 12,3 %, роздрібна торгівля — 12,0 %.